# 1988 في إيران
فيما يلي قوائم الأحداث التي وقعت خلال عام 1988 في إيران.

## رياضة
- 1 يناير – إيران في الألعاب البارالمبية الصيفية 1988

## مواليد

### يناير
- 1 يناير – ريحانة جباري
- 1 يناير – شمسيا حساني رسامة أفغانستانية.
- 1 يناير – شيرين جيرامي سباحة إيرانية.
- 1 يناير – عاطفة سهاله
- 12 يناير – مهدي غورباني ملاكم إيراني.
- 24 يناير – حسين علي زاده درّاج طريق إيراني.

### مارس
- 9 مارس – حامد كاظمي لاعب كرة قدم إيراني.
- 19 مارس – الله كرم إستكي لاعب كرة يد إيراني.
- 21 مارس – حميد عرفاني لاعب كرة قدم إيراني.
- 21 مارس – سيامند رحمان
- 27 مارس – أتينا دائمي
- 29 مارس – ماندانا كريمي

### أبريل
- 2 أبريل – وحيد أميري لاعب كرة قدم إيراني.

### مايو
- 2 مايو – علي رضا حقيقي لاعب كرة قدم إيراني.
- 3 مايو – محسن فروزان لاعب كرة قدم إيراني.
- 16 مايو – آتوسا بوركاشيان لاعبة شطرنج إيرانية.
- 22 مايو – فرشاد سالاروند لاعب كرة قدم إيراني.

### يونيو
- 2 يونيو – عايدة محمد خان ممثلة إيرانية.
- 23 يونيو – إحسان روزبهاني ملاكم إيراني.

### يوليو
- 1 يوليو – سجاد مرداني لاعب تايكوندو إيراني.
- 21 يوليو – صدف طاهريان ممثلة إيرانية.

### أغسطس
- 12 أغسطس – إلناز حبيبي ممثلة إيرانية.

### سبتمبر
- 15 سبتمبر – بهزاد سلطاني لاعب كرة قدم إيراني.

### أكتوبر
- 4 أكتوبر – علي اصغر عاشوري لاعب كرة قدم إيراني.
- 29 أكتوبر – أوميد خالدي لاعب كرة قدم إيراني.

### نوفمبر
- 16 نوفمبر – هيلي لوف مغنية فنلندية من أصل إيراني.

## وفيات

### يناير
- 1 يناير – عباس حسن المهري (مواليد 1912)

### سبتمبر
- 18 سبتمبر – محمد حسين شهريار (مواليد 1906) شاعر آذربیجانیه.